# Рудолтовице
Рудолтовице (на полски: Rudołtowice; на немски: Rudoltowitz) е село в Пшчинска община,Пшчински окръг, Силезко войводство, Южна Полша. Намира  се на около 5 km югоизточно от Пшчина и 32 km южно от столицата на войводството – град Катовице.
Към 31 декември 2023 г. населението на селото е 1.179 души.
През годините 1973–1975 селото е част от община Гочалковице-Здруй. През годините 1975-1997 г. е било район на град Пшчина. От 1 януари 1998 г. е самостоятелно село в община Пшчина.

## География
Рудолтовице граничи на север със село Цвиклице, на югоизток със село Канюв от община Бествина, на изток със село Гжава от община Медзна и на запад със село Гочалковице-Здруй.
В близост се намират и две езера – Голям Ронток и Малък Ронток, а недалеч от тях тече река Висла.

## История
В документ за продажба, издаден от княз Казимир II Чешински в  Пшчинското княжество на чешки език в град Фрищат на 21 февруари 1517 г., селото е споменато като Рудолтовиче.
В годините 1975–1998 г. градът административно принадлежи към Катовицкото войводство.
През около 1752 г. Юзеф Зборовски – кастелан Чехувски (на полски език) – построява дворец в селото, в който днес се помещава център за деца с увредено зрение. Дворецът е обявен през 1966 г. за културен паметник.

## Галерия
- Дворецът „Рудолтовице“ от около 1752 г.
- Във фронтона е поместен картуш, в който има два герба: Ястшембец и Остоя.